# خوسيه أليكس إكينغ

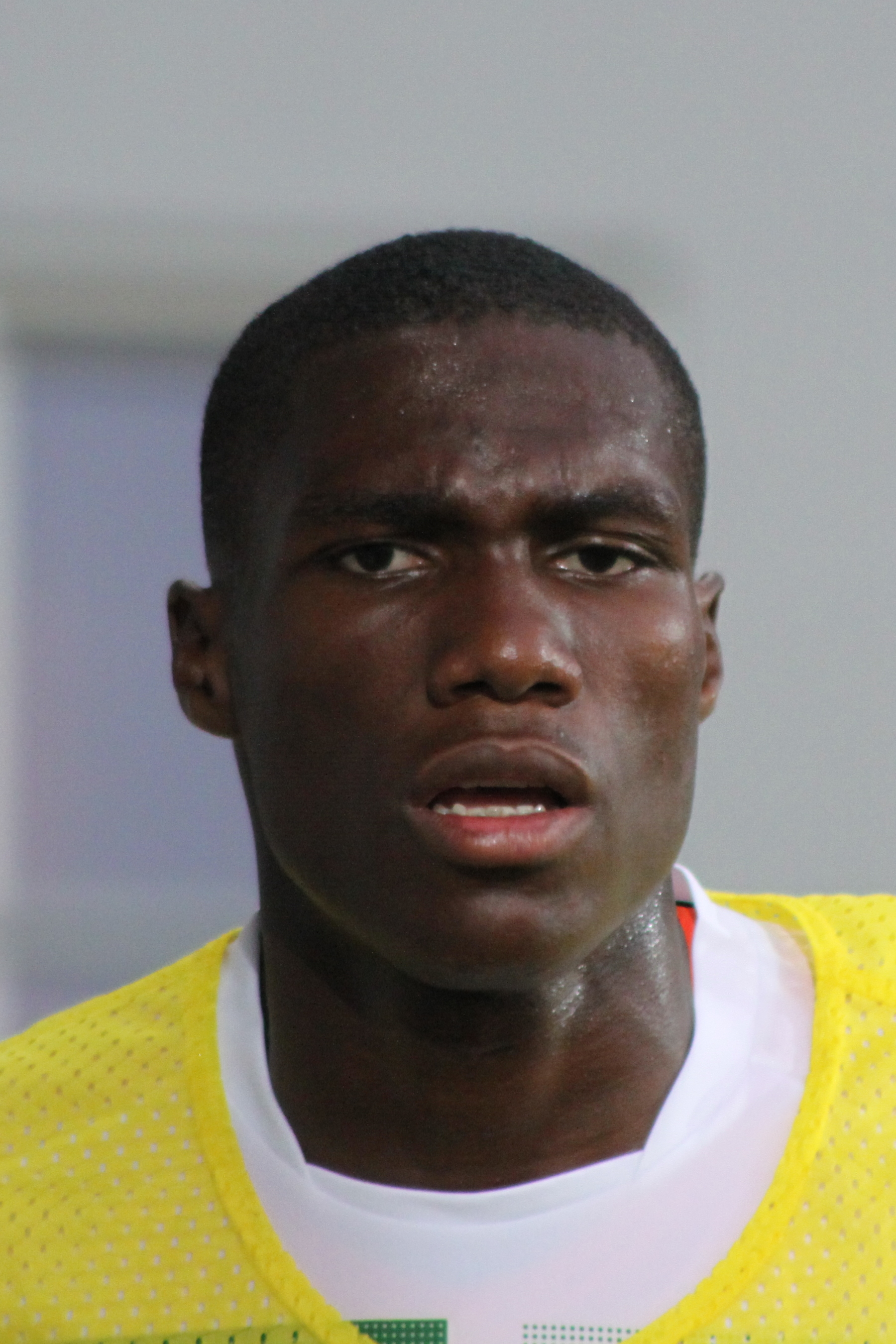

خوسيه أليكس إكينغ (بالألمانية: José-Alex Ikeng)‏ (مواليد 30 يناير 1988 في بافيا - الكاميرون) لاعب كرة قدم كاميروني يلعب حاليا لصالح نادي الدرجة الأولى فيردر بريمين الألماني منذ 2009 في مركز الوسط المحوري .

## روابط خارجية
- خوسيه أليكس إكينغ على موقع قاعدة بيانات كرة القدم.إي يو (الإنجليزية)
- خوسيه أليكس إكينغ على موقع بيانات كرة القدم. دي إي (الألمانية)
- خوسيه أليكس إكينغ على موقع Soccerway.com (الإنجليزية)
- خوسيه أليكس إكينغ على موقع عالم كرة القدم.نت (الإنجليزية)